# Melanostoma
Melanostoma là một chi ruồi trong họ Syrphidae.

## Hình ảnh

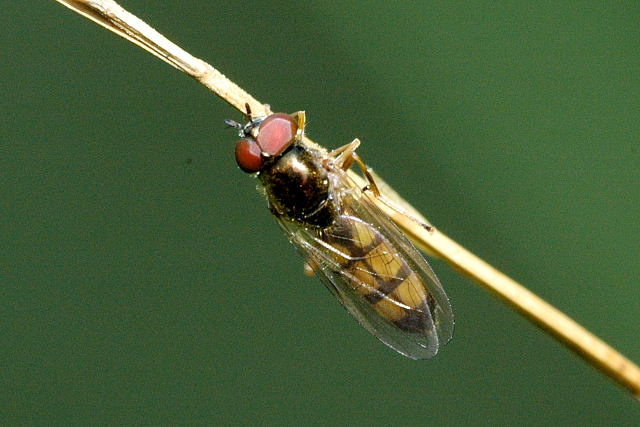
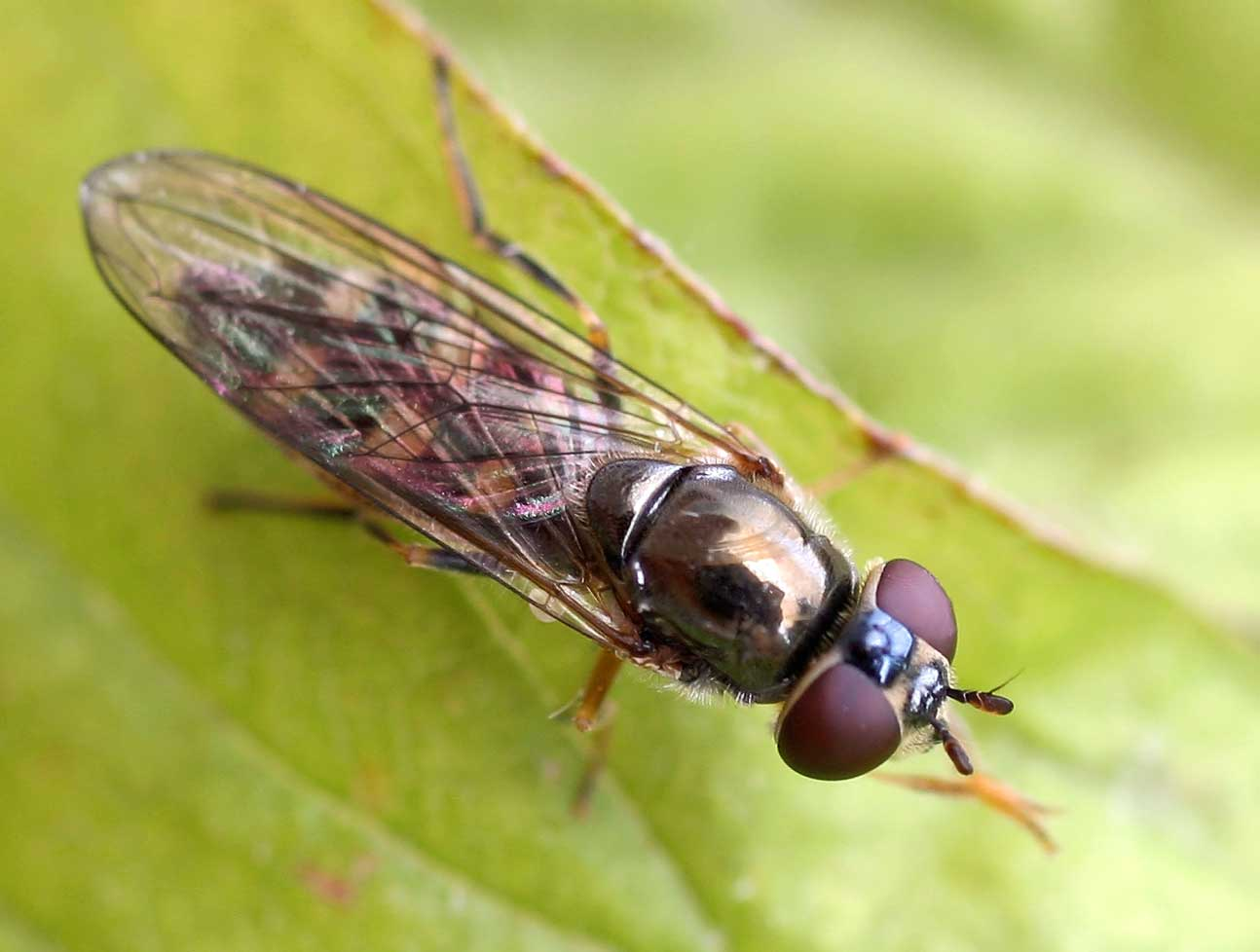
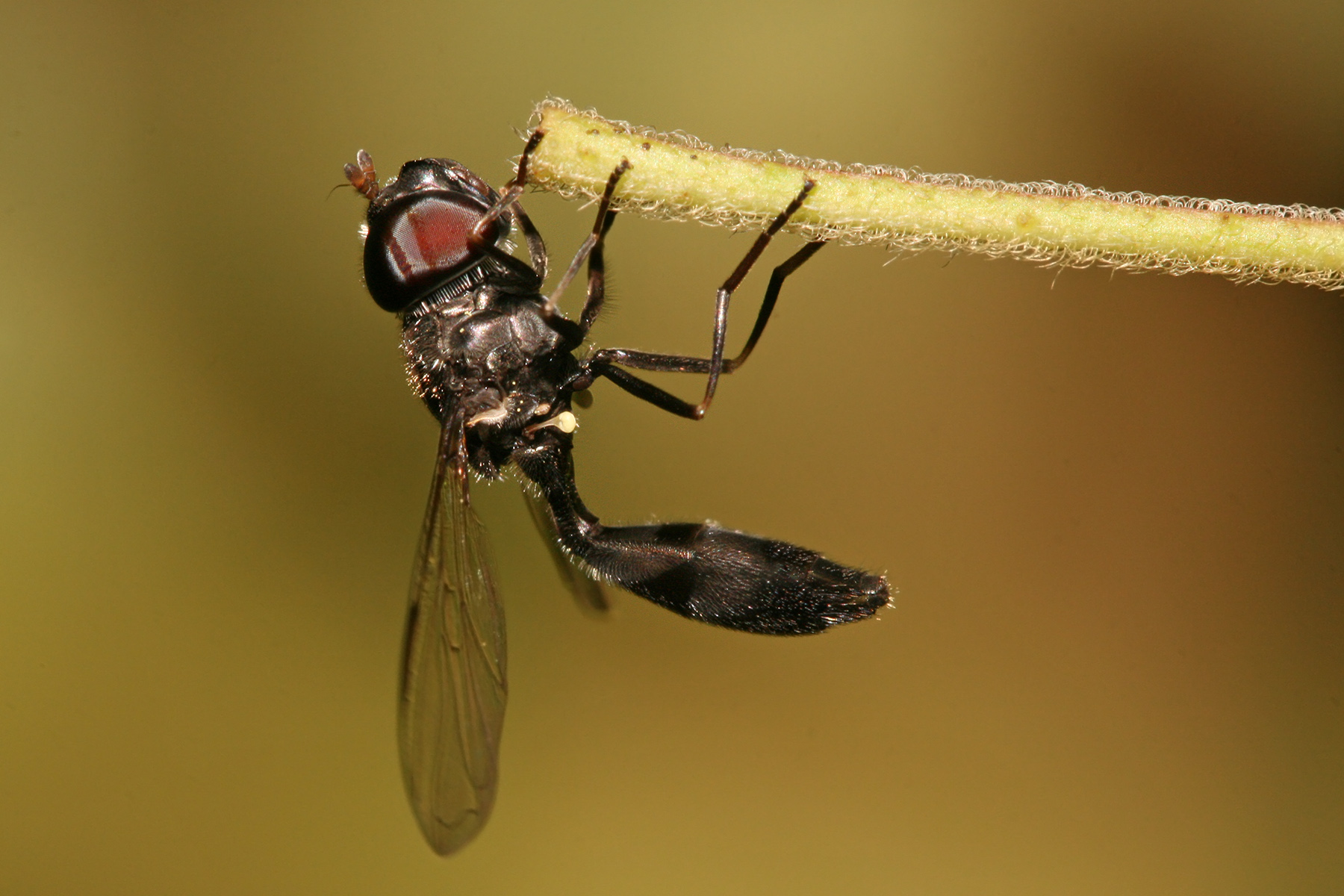